# Ответ (мультфильм)
«Ответ» — третий из трёх сюжетов мультипликационного альманаха «Весёлая карусель» № 25. Основан на рассказе Олега Кургузова "Ух, котище!" (в титрах - "Они бегут")

## Сюжет
Мультфильм про семейство, которое донимало кота по имени Василий и просило его сказать мяу, обещая дать за это сыра. Коту это надоело, он стал огромного размера и распугал всю семью.

## Съёмочная группа
| Автор сценария кинорежиссёр и художники-постановщики | Сергей Тюнин, Татьяна Строева                       |
| Аниматоры                                            | Иосиф Куроян, Юрий Кузюрин, П. Флоров, Т. Кузнецова |
| Роли озвучивали                                      | И. Ефремова, Георгий Шахет                          |